# Музей сучасного мистецтва (Монреаль)

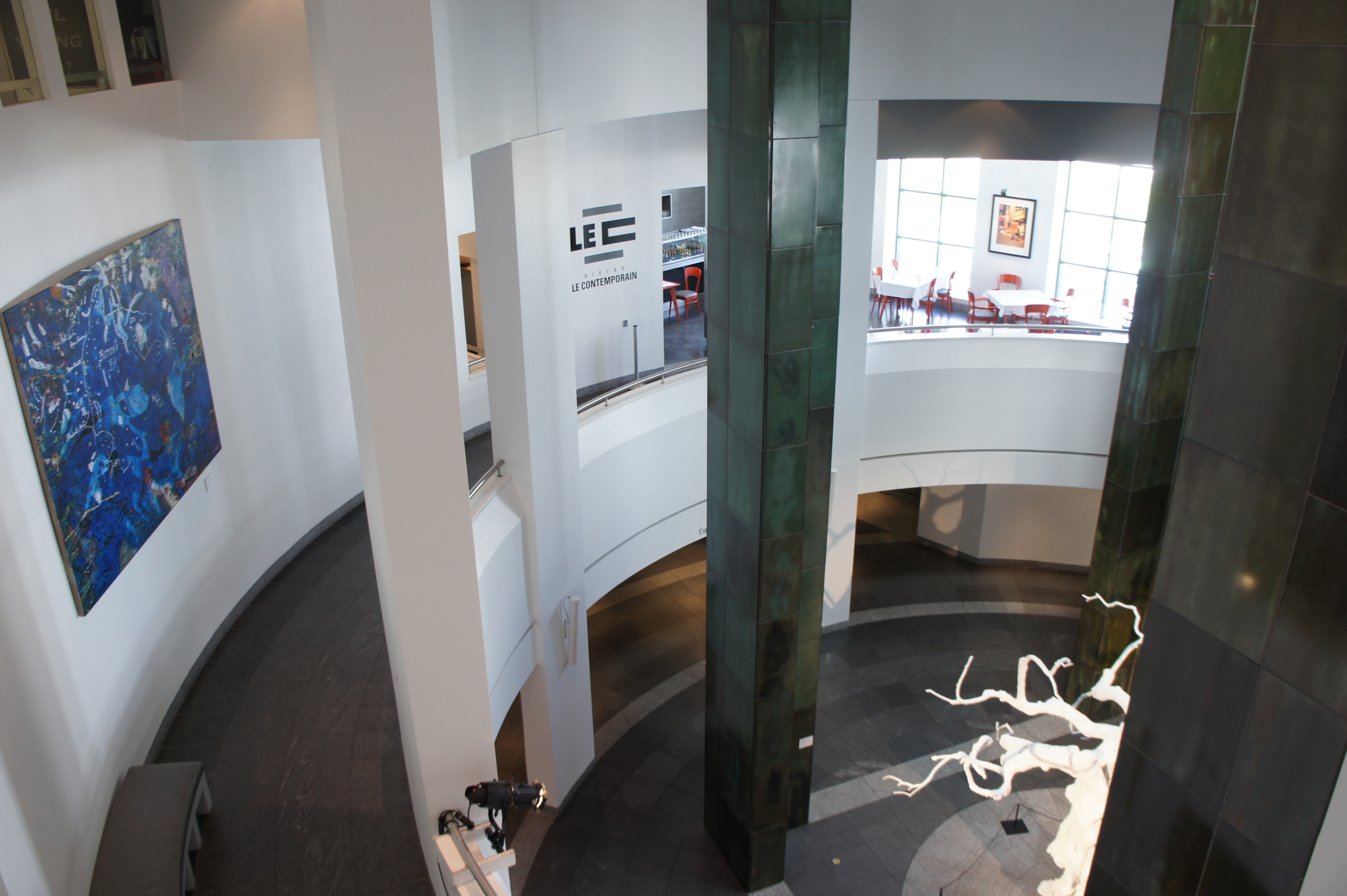
Інтер'єр музею

Музей сучасного мистецтва (фр. Musée d'art contemporain de Montréal) — музей у Монреалі, найбільшому місті провінції Квебек (Канада).

## Історія
Заснований в 1964 році урядом Квебеку, став першим музеєм в Канаді, присвяченим виключно сучасному мистецтву, в якому представлені роботи починаючи з 1939 року. Відкритий у березні 1965 року виставкою робіт живописця і графіка Жоржа Руо, найбільшого представника французького експресіонізму. У 1983 році музей змінив свій статус, ставши незалежною корпорацією, якою керує Рада директорів. Перш ніж влаштуватися на своєму нинішньому місці музей розміщувався в трьох різних місцях: в торговому комплексі на площі Віль-Марі з 1964 по 1965 рік, в замку Дюфрен з 1965 по 1968 рік, у Міжнародній художній галереї Експо-67 і Сіте-дю-Гавр з 1968 по 1992 рік.
У 1992 році музей переїхав у центр міста в Палац мистецтв (Place des Arts). Музей є частиною найбільшого культурного комплексу в Квебеку та Канади, в якому поєднується перформанс, експериментальний театр, сучасні танці, музика і образотворче мистецтво.

## Колекція
Музейні експонати і тимчасові виставки займають 8 галерей загальною площею 2500 квадратних метрів. Колекція музею включає більше 7000 робіт 1500 авторів (з яких 1200 нині живущі автори) з Квебека (60% всіх робіт), інших провінцій Канади, а також із зарубіжних країн. У колекції представлені скульптури, картини, фотографії, інсталяції та Медіа-мистецтво. Родзинкою колекції є твори Поля-Еміля Бордюа. Представлені також роботи Луїзи Буржуа, Віктора Вазарелі, Джеймса Таррела, Альфредо Джаара, Білла Вайоли і багатьох інших відомих авторів.

## Керівники музею
- Роберт Гай 1964–1966
- Жиль Ено 1966–1971
- Анрі Баррас 1971–1972
- Фернанда Сен-Мартен 1972–1977
- Луїза Летоша 1977–1982
- Андре Менар 1982–1985
- Марсель Брізбуа 1985–2004
- Марк Майер 2004–2009
- Монік Готьє (виконуюча обов'язки) 2009
- Полетт Ганьон, 2009 —